# Raphael Molitor
Raphael Molitor OSB (* 2. Februar 1873 in Sigmaringen als Fidelis-Engelbert Molitor; † 14. Oktober 1948 in Beuron) war ein deutscher Benediktiner und erster Abt der Abtei Gerleve im Münsterland, zudem Kirchenrechtler und Musikwissenschaftler.

## Leben
Fidelis-Engelbert Molitor war der Sohn des Domkapellmeisters Johann Baptist Molitor (1834–1900) und seiner Frau Maria. Er hatte vier ältere Geschwister, drei Brüder (Gregor, Heinrich und Ambrosius) und die Schwester Rosa. Unter dem Einfluss seines Vaters war er schon früh ein guter Organist und hatte umfangreiche Kenntnisse in Musiktheorie, was dazu führte, dass er schon mit 17 Jahren zum königlichen Stiftsorganisten am Emmauskloster in Prag ernannt wurde, wo schon einer seiner Brüder als Organist wirkte. Statt aber die Stelle anzutreten, bat er 1890 wie zwei seiner Brüder um Aufnahme in die Erzabtei Beuron. Dort bekam er den Ordensnamen Raphael. Nach dem Noviziat und Studium in Beuron setzte er seine Studien in Dogmatik und Kirchenrecht an der internationalen Benedikterhochschule Sant’Anselmo in Rom fort. Nach der Priesterweihe im Jahr 1897 war er Dozent für Dogmatik, Kirchenrecht und Moraltheologie in Beuron und daneben dort auch zusammen mit einem seiner Brüder für das Orgelspiel zuständig.
In dem von Beuron aus neu gegründeten Kloster Gerleve war 1905 nach dem Tod des bisherigen Priors dieses Amt neu zu besetzen. Der Beuroner Erzabt Placidus Wolter entsandte nun Pater Raphael Molitor dorthin, um das Kloster als Prior zu leiten. Obwohl er vornehmlich Wissenschaftler und Musiker war, erfüllte er die neue Aufgabe so erfolgreich, dass ihn der Erzabt ein Jahr später zum ersten Abt von Gerleve ernannte. Am 16. Dezember 1906 erhielt Molitor im Dom zu Münster die Abtsweihe.
Abt Raphael legte großen Wert auf den Choralgesang und die wissenschaftliche Orientierung des Konvents, wozu auch der Aufbau und die sorgfältige Pflege der Klosterbibliothek gehörten. Ferner wurde unter seiner Amtszeit der Bau der Abteigebäude fortgesetzt. Das Kloster entwickelte sich gut und war so anziehend, dass ihm 1936 ungefähr 100 Mönche angehörten, die zum größeren Teil aus der rheinisch-westfälischen Umgebung des Klosters kamen. 1941 wurden die Ordensangehörigen im Rahmen des „Klostersturms“ von den Nationalsozialisten aus ihrem Kloster vertrieben und erhielten Aufenthaltsverbot in den Provinzen Rheinland und Westfalen. Die Gebäude wurden für verschiedene Zwecke der Herrschenden genutzt, zuletzt als Lazarett, das die befreiende US Army übernahm. 1946 konnten die Mönche und auch ihr Abt wieder zurückkehren. Während des ersten Generalkapitels der Beuroner Kongregation nach dem Zweiten Weltkrieg in Beuron, das er als Abtpräses (seit 1936) zu leiten hatte, starb Raphael Molitor. Er wurde in Gerleve beigesetzt.

## Werk
Ab 1901 veröffentlichte Molitor mehrere wissenschaftliche Studien vornehmlich auf dem Gebiet der Musikgeschichte. Er wurde von Papst Pius X. zum Konsultor der Päpstlichen Kommission für Kirchenmusik ernannt. Er war an der Herausgabe des Graduale Romanum (1908) beteiligt wie auch als Kirchenrechtler an der Herausgabe des kirchlichen Gesetzbuches CIC (1917). Im Jahr 1931 wurde er in Münster zum Doktor der Theologie promoviert.
Schriften
- Josef Rheinberger und seine Kompositionen für die Orgel: dem Andenken des verewigten Meisters gewidmet. 1903.
- Die nachtridentinische Choralreform zu Rom. Ein Beitrag zur Musikgeschichte des 16. und 17. Jahrhunderts. Verlag Leuckart, Leipzig 1901/1902 (Nachdruck: Olms, Hildesheim 1967).
  - Band 1: Die Choral-Reform unter Gregor XIII.
  - Band 2: Die Choralreform unter Klemens VIII. und Paul V.
- Religiosi Iuris Capita Selecta, adumbravit Raphael Molitor OSB, Abbas St. Joseph in Guestfalia. Pustet, Regensburg 1909.
- Aus der Rechtsgeschichte benediktinischer Verbände – Untersuchungen und Skizzen. Aschendorff, Münster 1929.
  - Band 1: Verbände von Kloster zu Kloster.
  - Band 2: Verband und Exemtion.
- Vom Sakrament der Weihe: Erwägungen nach dem Pontificale Romanum. Pustet, Regensburg 1938.
  - Band 1: Theologische Vorfragen, Tonsur, Niedere Weihen.
  - Band 2: Subdiakonat, Diakonat, Presbyterat.